# はじめて出逢う世界のおはなし
「はじめて出逢う世界のおはなし」（はじめてであうせかいのおはなし）シリーズは、東宣出版が刊行する現代の海外文学の叢書。
2012年から開始。「“大人も、子どもも楽しめる!”をコンセプトに、独創的な海外文学を紹介するシリーズ」である。既刊15冊。

## ラインナップ
- 『スフィンクスか、ロボットか』（レーナ・クルーン、末延弘子訳） 2012/8
- 『夜な夜な天使は舞い降りる』（パヴェル・ブリッチ、阿部賢一訳） 2012/11
- 『いろいろのはなし』（グリゴリー・オステル、毛利公美訳） 2013/1
- 『口のなかの小鳥たち』（サマンタ・シュウェブリン、松本健二訳） 2014/10
- 『逃げてゆく水平線』（ロベルト・ピウミーニ、長野徹訳） 2014/12
- 『グルブ消息不明』（エドゥアルド・メンドサ、柳原孝敦訳） 2015/7
- 『バイクとユニコーン』（ジョシュ、見田悠子訳） 2015/9
- 『古森の秘密』（ディーノ・ブッツァーティ、長野徹訳） 2016/7
- 『より大きな希望』（イルゼ・アイヒンガー、小林和貴子訳） 2016/12
- 『キオスク』（ローベルト・ゼーターラー、酒寄進一訳） 2017/6
- 『パストラル ラミュ短篇選』（C・F・ラミュ、笠間直穂子訳） 2019/6
- 『ブラック・トムのバラード』（ヴィクター・ラヴァル、藤井光訳） 2019/12
- 『十五匹の犬』（アンドレ・アレクシス、金原瑞人,田中亜希子共訳） 2022/11
- 『小鳥たち マトゥーテ短篇選』（アナ・マリア・マトゥーテ、宇野和美訳） 2021/11
- 『蛇口 オカンポ短篇選』（シルビナ・オカンポ、松本健二訳） 2021/12